# NGC 6888
La nebulosa Medialuna (NGC 6888), también llamada nebulosa Creciente o Caldwell 27, es una nebulosa de emisión en la constelación de Cygnus, situada 6º al suroeste de Sadr (γ Cygni). Se encuentra a unos 4700 años luz de distancia de la Tierra.
La nebulosa Medialuna es una nebulosa de Wolf-Rayet, formada por el fuerte viento estelar originado por la estrella de Wolf-Rayet WR 136 que choca y dinamiza el viento más lento que expulsó la estrella cuando se convirtió en una gigante roja hace unos 400 000 años. A resultas de esta colisión se ha formado una envoltura y dos ondas de choque, una moviéndose hacia afuera y otra hacia dentro. La onda de choque que se mueve hacia el interior calienta el viento estelar hasta temperaturas en donde se emiten rayos X.